# Duncan McArthur
Duncan McArthur, född 14 januari 1772 i Dutchess County, New York, död 29 april 1839 i Chillicothe, Ohio, var en amerikansk politiker. Han var ledamot av USA:s representanthus 1823-1825 och guvernör i delstaten Ohio 1830-1832.
McArthurs föräldrar var invandrare från Skottland. Modern dog när han var tre år gammal. Han flyttade 1780 till Pennsylvania. Efter en tid i Kentucky flyttade han 1797 med sin hustru Nancy McDonald till Nordvästterritoriet. 
McArthur inledde sin politiska karriär i Ohio som federalist. Han var talman i delstatens senat 1809-1810. Han deltog sedan som överste i 1812 års krig. Han blev 1812 för första gången invald i USA:s representanthus men han föredrog sin krigstjänst och lät bli att tillträda som kongressledamot. Tio år senare valdes han på nytt till USA:s kongress och representerade i två år Ohios sjätte distrikt i representanthuset.
McArthur vann guvernörsvalet i Ohio 1830 som nationalrepublikanernas kandidat. Han kandiderade inte till omval som guvernör.
McArthur är begravd på Grandview Cemetery i Chillicothe.